# گنبد زنگوله
گنبد زنگوله مربوط به سدهٔ ۷ ه.ق است و در دامغان واقع شده و این اثر در تاریخ ۲۳ فروردین ۱۳۴۶ با شمارهٔ ثبت ۶۵۰ به‌عنوان یکی از آثار ملی ایران به ثبت رسیده است.
این گنبد کلا از خشت خام ساخته و پرداخته شده و ساختمان آن را مربوط به دوره سده هفتم هجری می‌دانند. شیوه معماری این گنبد و چگونگی توزیع فشار گنبد به پایه‌های آن بسیار جالب و مورد توجه معماران و باستان شناسان است.
محوطه سازی اطراف این بنا در زمستان 1399 با همکاری شهرداری دامغان انجام شد.

## نگارخانه

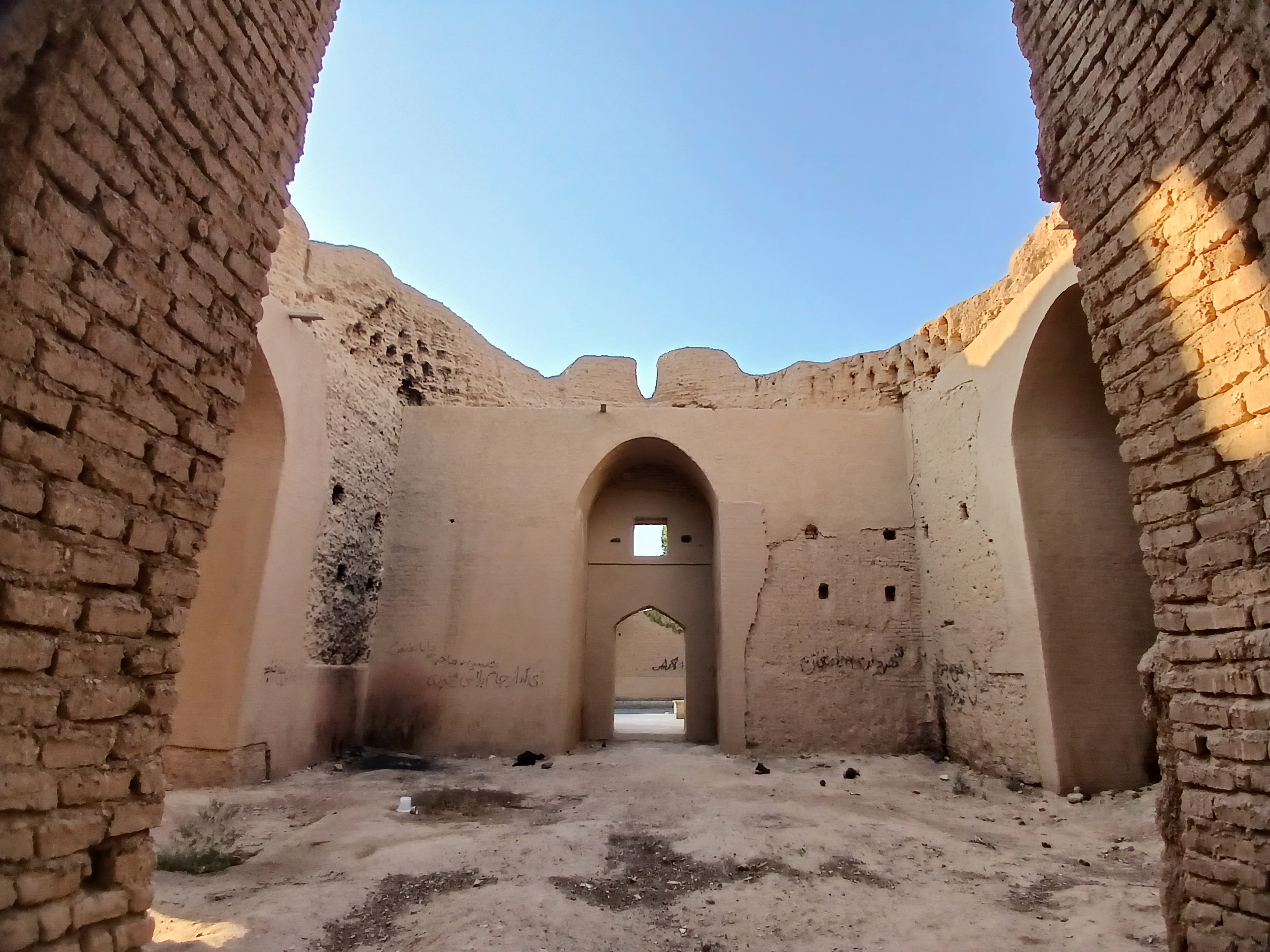
نمای داخلی بنا
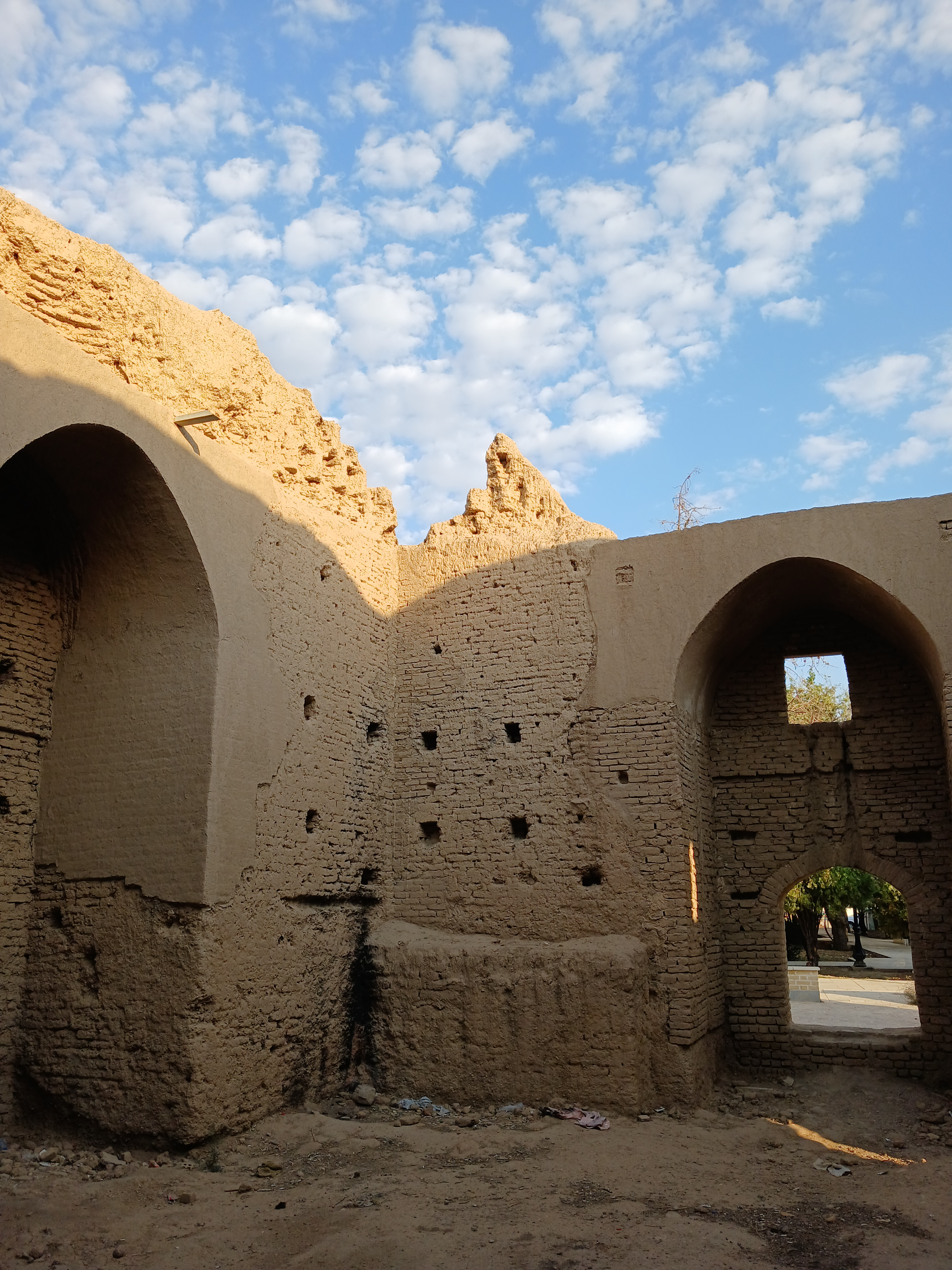
آسمان از ورای خشت ها و آجرهایمان، چه زیباتر بود...